# Élections législatives de 1958 dans le Lot
Les élections législatives françaises de 1958 se déroulent les 23 et 30 novembre 1958. Dans le département du Lot, deux députés sont à élire dans le cadre de deux circonscriptions.

## Élus
| Circonscription | Député élu           | Parti | Parti  |
| --------------- | -------------------- | ----- | ------ |
| 1re             | Maurice Faure        |       | Radsoc |
| 2e              | Georges Juskiewenski |       | Radsoc |

## Système électoral
Pour la première fois depuis 1936, les élections législatives ont lieu au scrutin uninominal majoritaire à deux tours dans des circonscriptions uninominales.
Est élu au premier tour le candidat qui réunit la majorité absolue des suffrages exprimés et un nombre de voix au moins égal au quart (25 %) des électeurs inscrits dans la circonscription. Si aucun des candidats ne satisfait ces conditions, un second tour est organisé entre les candidats ayant réuni un nombre de voix au moins égal à 5 % des suffrages exprimés. Au second tour, le candidat arrivé en tête est déclaré élu.
Le seuil de qualification, basé sur un pourcentage relativement faible des suffrages exprimés, tend à faciliter l'accès au second tour de plus de deux candidats. Les candidats en lice au second tour peuvent ainsi fréquemment être trois, un cas de figure appelé « triangulaire ». Lorsque quatre candidats s'affrontent au second tour, on parle de « quadrangulaire ».

## Résultats

### Résultats à l'échelle du département
| Parti          | Parti                                            | Premier tour | Premier tour | Second tour | Second tour | Sièges |
| Parti          | Parti                                            | Voix         | %            | Voix        | %           | Sièges |
| -------------- | ------------------------------------------------ | ------------ | ------------ | ----------- | ----------- | ------ |
|                | Union pour la nouvelle République                | 11 133       | 14,08        | Retrait     | Retrait     | 0      |
|                | Droite parlementaire                             | 11 133       | 14,08        |             |             | 0      |
|                |                                                  |              |              |             |             |        |
|                | Parti républicain, radical et radical-socialiste | 36 491       | 46,16        | 51 951      | 68,50       | 2      |
|                | Parti communiste français                        | 15 356       | 19,43        | 18 647      | 24,59       | 0      |
|                | Section française de l'Internationale ouvrière   | 6 509        | 8,23         | Retrait     | Retrait     | 0      |
|                | Mouvement républicain populaire                  | 6 455        | 8,17         | Retrait     | Retrait     | 0      |
|                | Union et fraternité française                    | 2 340        | 2,96         | 5 240       | 6,91        | 0      |
|                | Centre républicain                               | 765          | 0,97         |             |             | 0      |
|                |                                                  |              |              |             |             |        |
| Inscrits       | Inscrits                                         | 101 628      | 100,00       | 101 626     | 100,00      | 2      |
| Abstentions    | Abstentions                                      | 20 545       | 20,22        | 22 558      | 22,2        |        |
| Votants        | Votants                                          | 81 083       | 79,78        | 79 068      | 77,8        |        |
| Blancs et nuls | Blancs et nuls                                   | 2 034        | 2,51         | 3 230       | 4,09        |        |
| Exprimés       | Exprimés                                         | 79 049       | 97,49        | 75 838      | 95,91       |        |

### Résultats par circonscription

#### Première circonscription (Cahors)
| Candidat       | Candidat          | Parti          | Premier tour | Premier tour | Second tour | Second tour |  |
| Candidat       | Candidat          | Parti          | Voix         | %            | Voix        | %           |  |
| -------------- | ----------------- | -------------- | ------------ | ------------ | ----------- | ----------- |  |
|                | Maurice Faure élu | Radsoc         | 16 024       | 39,88        | 24 201      | 64,62       |  |
|                | Abel Bessac       | UNR            | 8 680        | 21,6         | Retrait     | Retrait     |  |
|                | Maurice Pélissier | PCF            | 6 628        | 16,5         | 8 008       | 21,38       |  |
|                | Edmond Massaud    | SFIO           | 6 509        | 16,2         | Retrait     | Retrait     |  |
|                | René Segond       | UFF            | 2 340        | 5,82         | 5 240       | 13,99       |  |
|                |                   |                |              |              |             |             |  |
| Inscrits       | Inscrits          | Inscrits       | 51 749       | 100,00       | 51 749      | 100,00      |  |
| Abstentions    | Abstentions       | Abstentions    | 10 471       | 20,23        | 12 389      | 23,94       |  |
| Votants        | Votants           | Votants        | 41 278       | 79,77        | 39 360      | 76,06       |  |
| Blancs et nuls | Blancs et nuls    | Blancs et nuls | 1 097        | 2,66         | 1 911       | 4,86        |  |
| Exprimés       | Exprimés          | Exprimés       | 40 181       | 97,34        | 37 449      | 95,14       |  |

#### Deuxième circonscription (Figeac)
| Candidat       | Candidat                 | Parti          | Premier tour | Premier tour | Second tour | Second tour |  |
| Candidat       | Candidat                 | Parti          | Voix         | %            | Voix        | %           |  |
| -------------- | ------------------------ | -------------- | ------------ | ------------ | ----------- | ----------- |  |
|                | Georges Juskiewenski élu | Radsoc         | 10 396       | 26,75        | 27 750      | 72,29       |  |
|                | Henri Thamier            | PCF            | 8 728        | 22,46        | 10 639      | 27,71       |  |
|                | André Segol              | MRP            | 6 455        | 16,61        | Retrait     | Retrait     |  |
|                | Charles Malvy            | Radsoc         | 6 133        | 15,78        | Retrait     | Retrait     |  |
|                | Armand Vaquié            | Radsoc         | 3 938        | 10,13        | Retrait     | Retrait     |  |
|                | Robert Ruscassié         | UNR            | 2 453        | 6,31         | Retrait     | Retrait     |  |
|                | Ernest Pérou             | CR             | 765          | 1,97         |             |             |  |
|                |                          |                |              |              |             |             |  |
| Inscrits       | Inscrits                 | Inscrits       | 49 879       | 100,00       | 49 877      | 100,00      |  |
| Abstentions    | Abstentions              | Abstentions    | 10 074       | 20,2         | 10 169      | 20,39       |  |
| Votants        | Votants                  | Votants        | 39 805       | 79,8         | 39 708      | 79,61       |  |
| Blancs et nuls | Blancs et nuls           | Blancs et nuls | 937          | 2,35         | 1 319       | 3,32        |  |
| Exprimés       | Exprimés                 | Exprimés       | 38 868       | 97,65        | 38 389      | 96,68       |  |